# Tokyo Street Circuit
Het Tokyo Street Circuit is een stratencircuit in Japan, de hoofdstad van Japan. Op 30 maart 2024 was het circuit voor het eerst gastheer van een Formule E-race, de ePrix van Tokio. Deze race werd gewonnen door Maximilian Günther.

## Ligging
Op 25 oktober 2023 werd de lay-out van het Tokyo Street Circuit onthuld. Het circuit loopt rond het Tokyo Big Sight. Het heeft een lengte van 2,585 kilometer en telt achttien bochten, elf naar links en zeven naar rechts.